# Вајдхофен на Таји
Вајдхофен на Таји град је у Аустрији, смештен у северном делу државе. Значајан је град у покрајини Доњој Аустрији, где је седиште истоименог округа Вајдхофен на Таји.

## Природне одлике
Вајдхофен на Таји се налази у северном делу Аустрије, на 120 км северозападно од главног града Беча.
Град Вајдхофен на Таји се образовао у тзв. Шумској четврти Доње Аустрије. Град се сместио у јужном делу Бохемске Височине, на приближно 510 m надморске висине. Подручје око града је брдовито. Кроз град протиче река Таја.

## Становништво
| 1971. | 1981. | 1991. | 2001. | 2011. |
| ----- | ----- | ----- | ----- | ----- |
| 5.198 | 5.401 | 5.555 | 5.750 | 5.693 |

Данас је Вајдхофен на Таји град са око 5.700 становника. Последњих деценија број становника у граду стагнира.

## Галерија
- Градска римокатоличка Црква
- Градска евангелистичка Црква
- Градска кућа на главном тргу
- Река Таја при протоку кроз град